# Plancton aérien
 (décembre 2010).
Si vous disposez d'ouvrages ou d'articles de référence ou si vous connaissez des sites web de qualité traitant du thème abordé ici, merci de compléter l'article en donnant les références utiles à sa vérifiabilité et en les liant à la section « Notes et références ».
Le plancton aérien (ou aéroplancton) est l'équivalent aérien (atmosphérique) du plancton marin. Il est constitué de l'ensemble des organismes volant (ou se laissant dériver) dans les masses d'air.

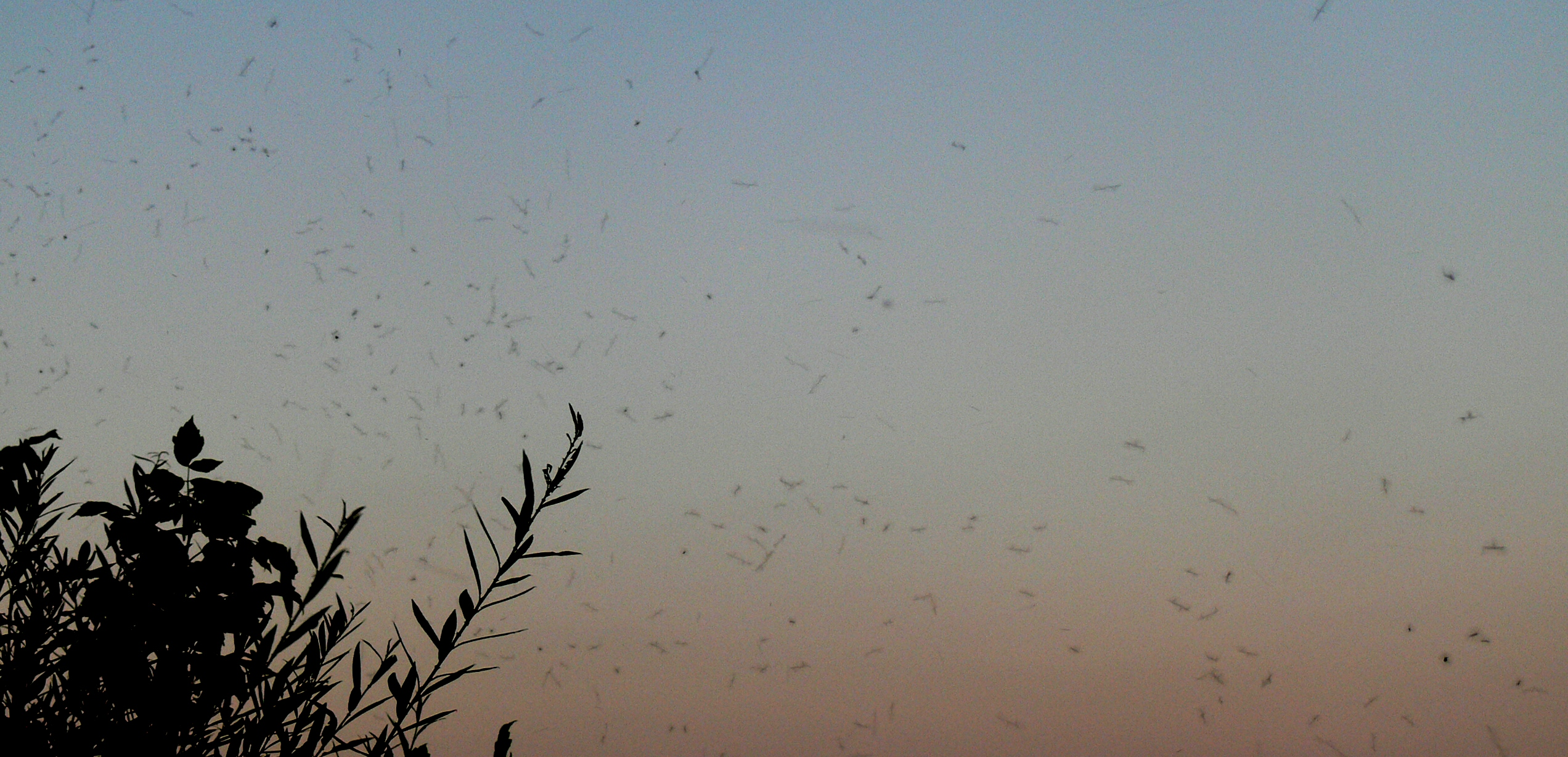
Plancton aérien au-dessus de la Loire à Meung-sur-Loire.

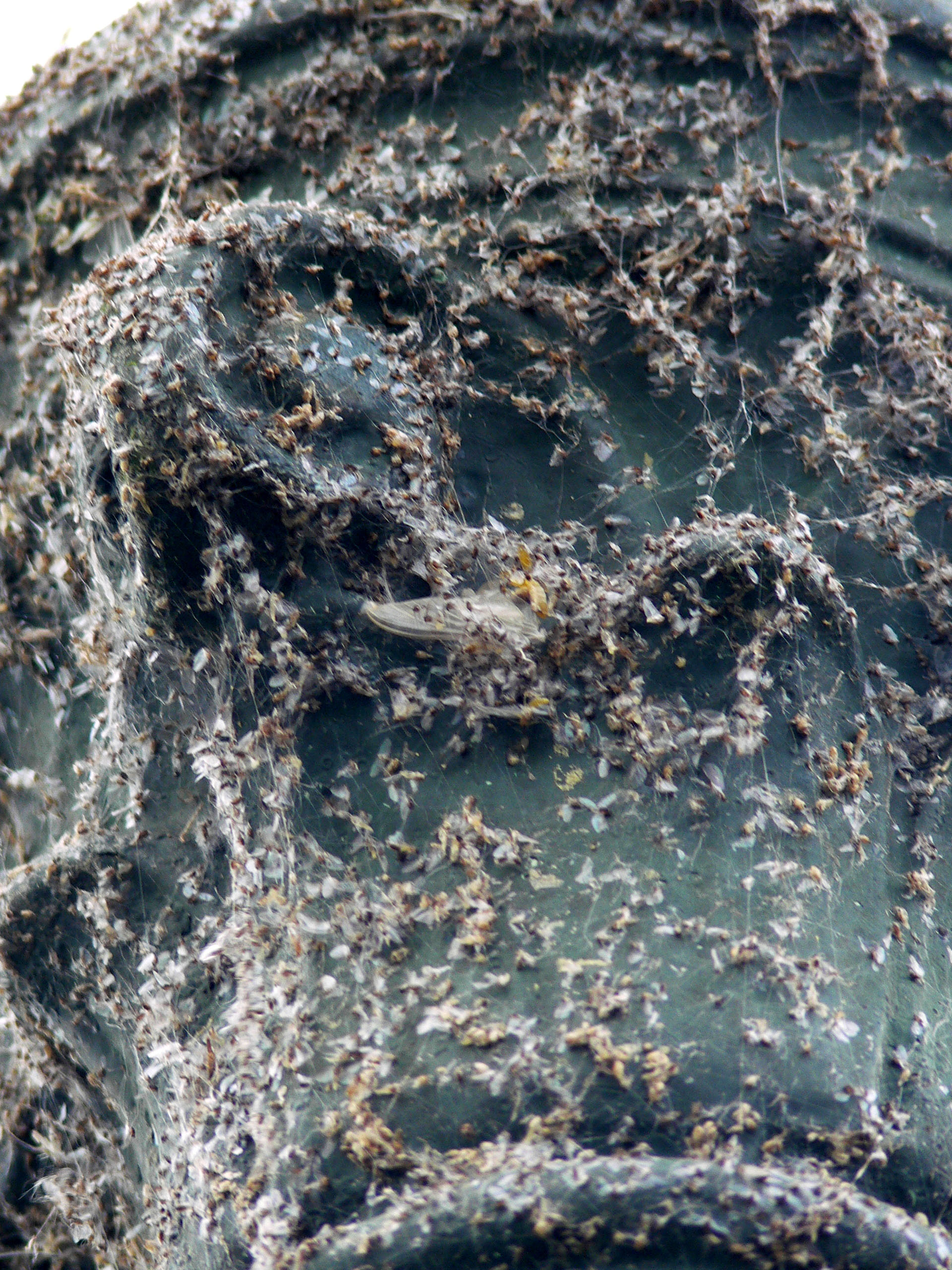
Les luminaires de l'éclairage public (ici sur le pont-canal de Briare) piègent un grand nombre d'individus des principales espèces d'insectes composant le plancton aérien ; c'est un des problèmes posés par la pollution lumineuse.

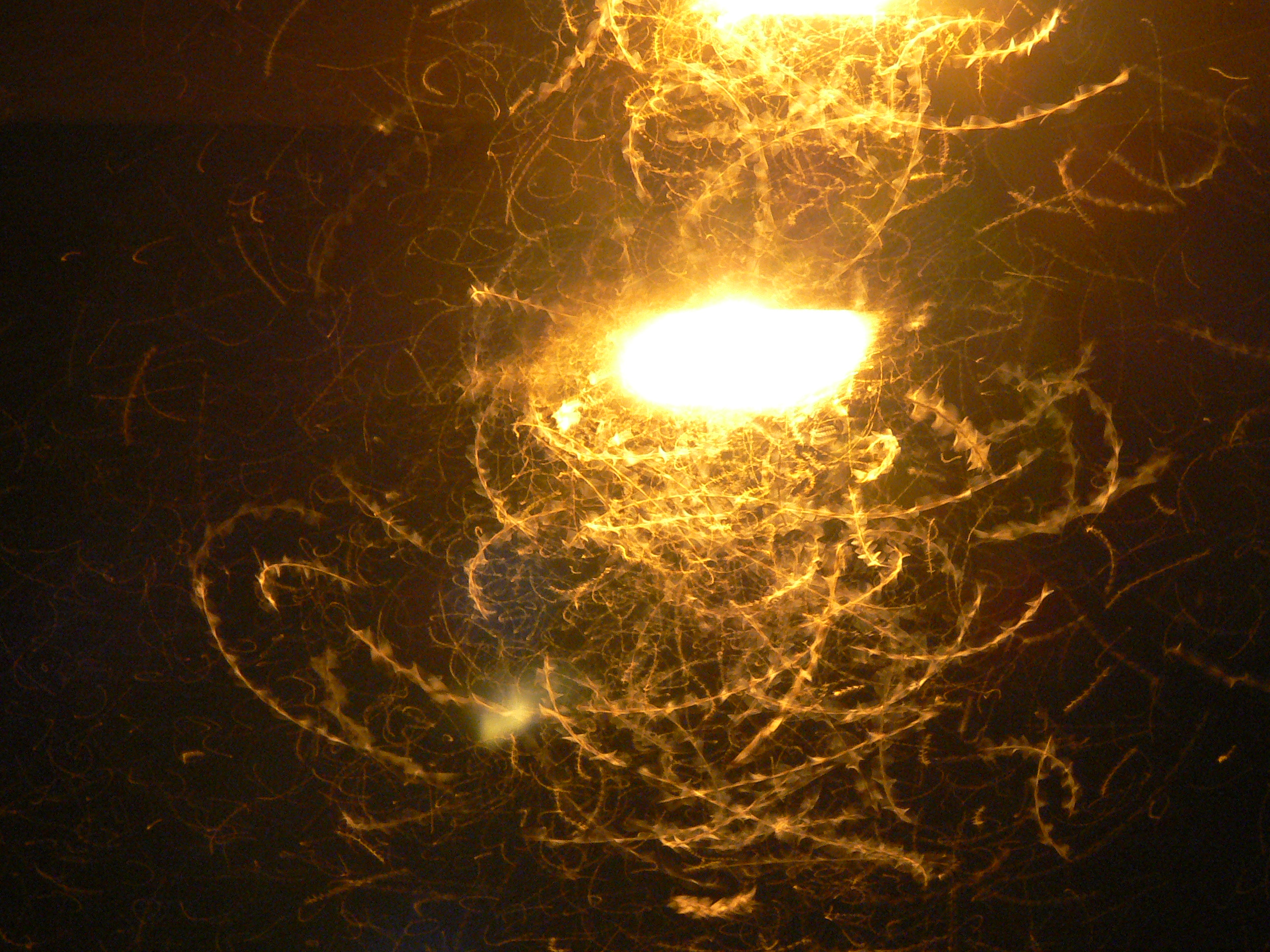
Effet de fragmentation écologique de l'environnement nocturne, de « puits écologique » et même de piège écologique causé par la pollution lumineuse, qui attire et piège le plancton aérien (alors à la merci des chauve-souris ou araignées). Le long temps de pose permet d'observer le trajet et la vitesse des insectes (et les battements d'ailes pour les plus gros d'entre eux).

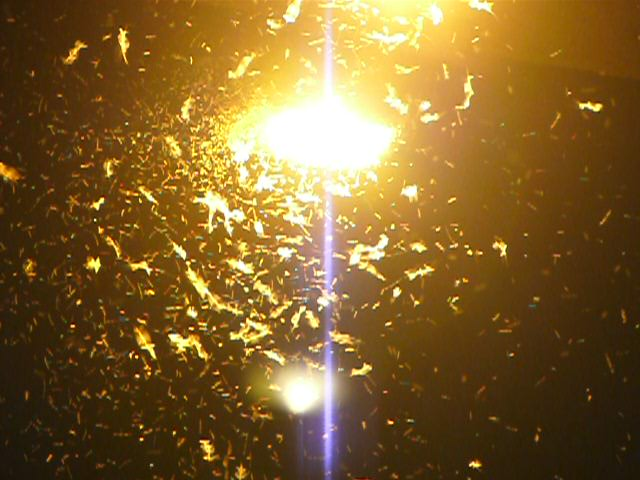
Photo instantanée (avec flash) montrant mieux, sur le même site que ci-dessus, et au même moment les différentes tailles d'insectes attirés par le halo lumineux.

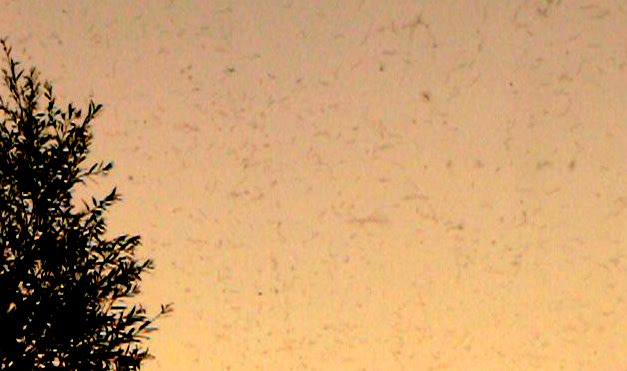
Détail de la formation d'un plancton aérien dense au coucher du soleil. Ce type d'émergence est considéré comme une ressource alimentaire pulsée pour les prédateurs de ces espèces (araignées, chauve-souris et autres insectivores).

Ce plancton émerge parfois massivement (ressource pulsée) des étendues d'eau douce, mais aussi des champs, forêts et prairies. Il s'agit de petits organismes activement mobiles comme les insectes, ou de propagules qui se laissent passivement transporter par l'air (dont certains insectes et d'autres invertébrés, mais aussi protistes, spores, microalgues et pollens). Certains organismes, dont certains appartenant à plusieurs ordres d'insectes, effectuent de véritables migrations aéroportées sous forme de plancton aérien, parfois retrouvé à haute altitude, capacité qui en fait de « bons ravageurs » des cultures tout en les exposant aux aléas météorologiques et à des particularités génétiques.

## Mobilité
Il peut dériver passivement avec le vent, ou proactivement se diriger dans une direction, contre le vent parfois. 
Les émergents et migrations sont selon les espèces diurne ou nocturne.
Selon la saison, l'heure de la journée et les conditions météo (pression barométrique en particulier), il forme des populations denses ou éparpillées, évoluant à diverses hauteurs (marquées par les hauteurs de vol des hirondelles ou martinets en train de chasser). 
À la différence du plancton marin, les espèces du plancton aérien ne passent généralement qu'une courte partie de leur cycle de vie dans l'air où ils sont exposés aux ultraviolets et à des conditions de vies difficiles (choc thermique, absence de nourriture, impossibilité de se cacher des prédateurs, etc.). Certaines espèces (syrphes notamment) effectuent de longues migrations, jusqu'à plusieurs centaines de mètres d'altitude au dessus du sol, et par milliards d'individus. 

## Rôle écologique
- Ce « plancton » est une des bases de plusieurs chaines trophiques, alimentant notamment les hirondelles et martinets, de nombreux poissons et amphibiens. La nuit, il alimente les chauves-souris et les araignées.  Le plancton aérien est la principale source de nourriture des oiseaux et des chiroptères insectivores, mais aussi des araignées tisseuses de toiles suspendues et de quelques autres espèces insectivores. Il contribue à nourrir certaines espèces de plantes carnivores, de lichens et mousses ;
- Une partie du plancton aérien (pucerons notamment) est considéré comme nuisible quand il se développe anormalement. Une autre partie (araignées volantes) intéresse les agronomes car utiles pour les équilibres agroécologiques, en agriculture bio notamment[4] ;
- Les insectes aquatiques (dont plécoptères, trichoptères, moustiques et chironomidés) qui composent une grande part de la biomasse de ce plancton, là où ils n'ont pas disparu, jouent un rôle dans le transfert de certains nutriments (et polluants parfois) des sédiments ou de l'eau vers d'autres compartiments de l'écosystème ;
- Certaines espèces peuvent se déplacer activement vers des sources d'odeurs[5] (phéromones, ou indices d'un habitat leur convenant). La propagation des odeurs et hormones varie selon l'humidité, la plus ou moins grandes mobilité des masses d'air et la stabilité de la molécule odorante. Elle a fait l'objet de modélisation pour différents milieux (champs, forêt…) ;
- ce « plancton » pourrait localement et très occasionnellement jouer un rôle dans le micro-brassage des couches d'air, mais bien moindre que celui joué par le plancton marin en termes de micro-brassage des couches d'eau, car l'air est bien moins dense que l'eau et donc naturellement plus mobile, et le plancton aérien est moins densément présent dans l'air que le plancton aquatique ne l'est dans l'eau ;
- L'existence et la composition d'un aéroplancton bactérien dans les vaisseaux spatiaux est un des sujets d'études de la conquête spatiale.

## Taille
La plupart des êtres vivants qui composent le plancton aérien sont très petits et ne peuvent être de manière fiable identifiés qu'à l'aide d'une loupe ou plus souvent d'un microscope optique (voire d'un microscope électronique pour les microbes et virus). Les scientifiques les collectent pour les étudier au moyen de différents types de pièges ou dans des filets à maille fine éventuellement tractés par des avions, cerfs-volants ou ballons en altitude.

## Composition
Elle varie fortement selon l'heure, la saison, l'altitude, la météo (pluie, vent…), le contexte local et la zone biogéographique considérée. 
Le plancton aérien contient (jusqu'à plusieurs kilomètres d'altitude parfois) :
- de nombreux petits animaux (arthropodes, insectes, acariens). Exemples : éphémères ou chironomidés près des zones humides, pucerons dans les zones de culture, Thysanoptera, araignées juvéniles ou adultes, dites araignées-montgolfières, pratiquant la technique du ballooning, etc.
- des centaines d'espèces de protistes ;
- de très nombreux champignons (près de 40 000 variétés identifiées dans l'air, sous forme de spores ou de fragments de moisissures le plus souvent) ;
- des microbes, dont bactéries (plus de 1 000 espèces) et virus ;
- des végétaux tels qu'algues unicellulaires, microalgues (épiphytes ou introduites dans l'air à partir des embruns et aérosols[8]), mousses  et hépatiques (Marchantiophyta) qui effectuent une partie de leur cycle de vie comme aéroplancton (en tant que spore, pollen ou graines aérodispersées).

## Déclin; État et pression anthropiques sur l'aéroplancton
Très vulnérable à de nombreux biocides, dont les insecticides dans l'air (et dans l'eau pour les espèces dont la larve est aquatique) cet aéroplancton a souvent disparu des zones cultivées ou anthropisées (hormis les pucerons dont de nombreuses espèces sont très prolixes et/ou semblent s'être adaptées aux pesticides).[réf. nécessaire]
En Europe et en Amérique du Nord, on constate que ce déclin n'est pas uniforme : il est le plus élevé dans les zones agricoles et artificialisées, ce qui se reflète dans les taux de survie des oiseaux insectivores. Ainsi, les données du relevé des oiseux nicheurs (BBS) fait en Amérique du Nord, de 1966 à 2006, montrent que les passereaux de la guilde des insectivores ont décliné plus vite que les autres passereaux partageant leur habitat. Et ce déclin suit un net gradient géographique (les insectivores aériens se raréfient le plus au nord-est de l’Amérique du Nord dans les zones d'agriculture intensive). La baisse est plus forte et rapide chez les grands migrateurs (qui doivent manger plus et consomment plus de réserves de graisses), comparativement aux espèces migrant sur de petites distances.
En milieu urbain, et en milieu cultivé (après la récolte), faute d'évapotranspiration ou à cause de l'imperméabilisation et du drainage intense des milieux artificialisés, l'air peut être trop sec et pollué pour permettre la survie des espèces jugées bioindicatrices de bonne qualité de l'environnement. Avec quelques espèces de moucherons, mouche et moustiques, les pucerons et adultes ailés de cochenilles comptent parmi les dernières espèces à survivre en ville.

## Allergies
Si l'on admet qu'il existe une sorte d'équivalent du phytoplancton, avec le pollen par exemple, certains éléments de ce plancton peuvent être sources d'allergies, notamment en contexte urbain où ces microparticules peuvent être dégradées par l'acidité de l'air, sa teneur en ozone ou autres oxydants, et où elles peuvent aussi être support de polluants adsorbés ou absorbés à partir de l'atmosphère (ou au sol avant réenvol).[réf. nécessaire]
Les microalgues emportés par le vent à partir des branches, toitures, murs ou aérosols, peuvent ainsi que les pollens d'ambroisie ou d'autres être des facteurs allergènes.